# Radosław Kałużny
Radosław Kałużny (Góra, Polonia, 2 de febrero de 1974) es un ex-futbolista polaco. Usualmente solía desempeñarse como centrocampista defensivo o incluso defensa, pero también podía hacerlo como centrocampista atacante. La mayor parte de su carrera deportiva la desempeñó entre Polonia y Alemania, finalizando su carrera en 2010 tras haber estado dos años sin equipo.
Entre los años 1997 y 2006 fue convocado por la selección de fútbol de Polonia, jugando un total de 41 partidos y participando en el Mundial 2002, donde Polonia tuvo un pobre desempeño al ser eliminada en la fase de grupos.

## Trayectoria

### Clubes
| Club                  | País     | Año         | Partidos | Goles |
| Zagłębie Lubin        | Polonia  | 1991 - 1998 | 163      | 22    |
| Wisła Kraków          | Polonia  | 1998 - 2001 | 82       | 17    |
| FC Energie Cottbus    | Alemania | 2001 - 2003 | 40       | 7     |
| Bayer Leverkusen      | Alemania | 2003 - 2005 | 12       | 0     |
| Rot-Weiss Essen       | Alemania | 2005        | 14       | 1     |
| LR Ahlen              | Alemania | 2005 - 2006 | 19       | 3     |
| AEL Limassol          | Chipre   | 2006 - 2007 | 18       | 0     |
| Jagiellonia Białystok | Polonia  | 2007 - 2008 | 22       | 0     |
| Chrobry Głogów        | Polonia  | 2010        | 9        | 0     |

- Datos: Q48640
- Multimedia: Radosław Kałużny / Q48640